# Четническо-немецкие отношения в 1941—1945 годах
Четническо-немецкие отношения имели в период оккупации Югославии двойственный характер, сочетая состояние двусторонней войны с происходившим в тот или иной момент военным взаимодействием и сотрудничеством многих четнических командиров с представителями немецкого командования, а также квислинговских режимов генерала Милана Недича и Анте Павелича в совместной вооружённой борьбе против партизан Иосипа Броза Тито. Историография располагает неопровержимыми доказательствами военного сотрудничества четников с немецкими оккупантами в Боснии и Герцеговине, Далмации и Черногории. В Сербии в период с конца 1941 года и на протяжении большей части 1942 года сотрудничество осуществлялось путём легализации части военно-четнических отрядов за счёт временного перехода под управление оккупационной администрации Милана Недича. В конце 1943 года был подписан ряд временных соглашений с немцами о ненападении (нем. Waffenruhe-Verträge). Большинство четнических частей сотрудничали с оккупантами и их квислинговскими формированиями в период Битвы за Сербию весной — осенью 1944 года, а также на заключительном этапе войны в 1945 году. Вместе с тем четническое движение под руководством генерала Драголюба Михайловича не вступало в политическое сотрудничество с германской стороной в отличие от политические групп и движений, участвовавших в квислинговском правительстве Милана Недича. В настоящее время четнический коллаборационизм является одной из самых спорных тем сербской историографии и дискуссии о реабилитации четников в Сербии.

## Сотрудничество боснийских, далматинских и черногорских четников с немцами и усташами

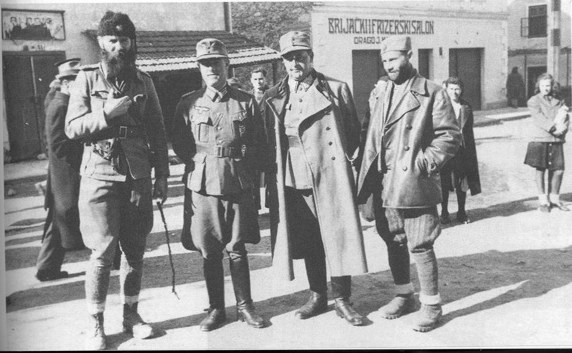
Четнический подполковник Лукачевич, Воислав (слева) с немецкими офицерами, предположительно, во время боёв за Кониц 19—26 февраля 1943 года

### Соглашения между четниками и усташами
После произошедшего на рубеже 1941/1942 годов раскола сербских повстанческих сил на два враждебных лагеря, четнические отряды и поддерживавшее их население в БиГ оказались к северу от демаркационной линии в состоянии войны на два фронта: с одной стороны, с усташско-домобранскими и немецкими войсками, а с другой — с партизанами. Предпринятые Дангичем в начале 1942 года попытки найти способ сосуществования с немцами в Восточной Боснии окончились неудачей, поэтому местные четнические командиры стали искать сотрудничества с властями НГХ. Несмотря на принципиальные идеологические расхождения, наличие общего врага — партизан — разрушило все препятствия для сотрудничества между многими четническими отрядами и усташами.

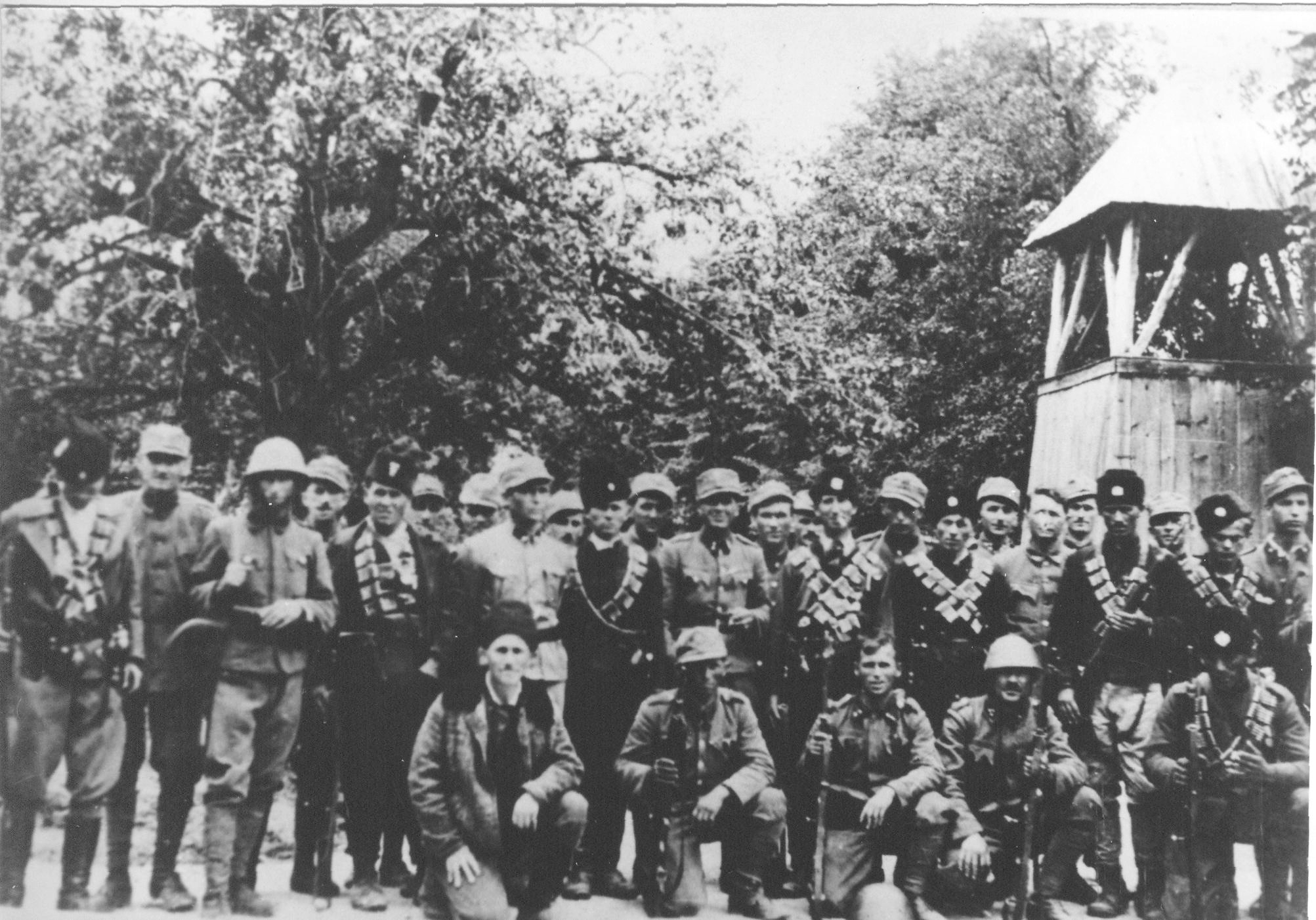
Четники и хорватские домобраны

Первое официальное соглашение с усташским режимом заключили Озренский и Требавский четнические отряды 28 мая 1942 года в селе Липац. Его действие распространялось на район вдоль реки Босна и железной дороги Сараево — Брод. Статья 5 договора предусматривала добровольное сотрудничество четников с хорватским домобранством в уничтожении партизан, а также их оперативное подчинение главному командованию домобранства. Однако непосредственное командование отрядами в антипартизанских операциях сохранялось за четническими командирами. Согласно изложению Йозо Томашевича, этим соглашением командиры Озренского и Требавского четнических отрядов признавали суверенитет НГХ и, как его граждане, выразили свою лояльность государству и поглавнику. Оба отряда должны были со дня подписания соглашения прекратить все военные действия против военных и гражданских властей усташского государства. Власти НГХ обязывались установить в четнических районах постоянную администрацию, а отряды четников обещали помощь в нормализации общих условий. Пока сохраняются чрезвычайные обстоятельства, руководители четников должны были осуществлять административную власть на своих территориях под контролем органов НГХ. В течение следующих трёх недель были подписаны ещё три соглашения для территорий Средней и Северо-Западной Боснии, а 16 января 1943 года — одно в Восточной Боснии. Формирования четников обязывались вовремя сообщать о самостоятельных действиях против партизан хорватскому военному командованию, а оно, в свою очередь, снабжать четников необходимыми боеприпасами, обеспечивать лечение раненых в военных госпиталях НГХ и предоставлять вдовам и сиротам четников, погибших в борьбе с партизанами, государственную финансовая помощь в размере, предусмотренном для солдат НГХ. По возможности, власти НГХ обязались освобождать людей, заключённых в концлагеря, но только по специальному ходатайству четнических командиров. До момента возвращения таких лиц их семьям, при необходимости, предусматривалась финансовая помощь. Соглашения также регулировали вопросы возвращения беженцев и оказания им госпомощи, предоставления работы и права торговли на общих правах, гарантированных гражданам НГХ.
Директивой ГУС, изданной 9 октября 1942 года, вопросы переговоров и заключения любых соглашений с четниками допускались только с санкции 10-го отдела Управления общественного порядка и безопасности МВД НГХ. Исключалась возможность переговоров с ярыми противниками государства, а также лидерами четников, которые не родились на территории НГХ или не были его гражданами. В итальянских оккупационных зонах соглашения между властями НГХ и четниками не должны были противоречить соглашению между Италией и НГХ от 19 июня 1942 года.
Соглашения с четниками были поддержаны немцами. Поскольку хорватские усташско-домобранские войска в районе военных операций находились с января 1942 года под немецким командованием, а боснийская территория между рекой Савой и демаркационной линией с октября 1942 года стала зоной военных операций под германской военной властью, это сотрудничество было также косвенно сотрудничеством четников с немцами. В докладе Глайзе-Хорстенау командующему вермахта на Юго-Востоке от 16 ноября 1942 года указывалось, что около 10 000 боснийских четников имели соглашение с правительством НГХ по принципу «живи и дай жить другим». Карта, подготовленная Главным штабом домобранства и датированная 17 января 1943 года, разделяла четников на территории НГХ на три группы: итальянских четников, сконцентрированных в районе Оточаца в Лике, в районе Книна в Северной Далмации и в Восточной Герцеговине; коллаборационистских четников, сосредоточенных в центральной части Боснии и некоторых частях Восточной Боснии возле реки Босна; а также повстанческих четников, которые удерживали небольшие территории на северо-востоке Боснии и в районе к востоку от Сараева.

## Отношения сербских частей ЮВуО с немецкими оккупантами

### План Нойбахера. Контакты и сотрудничество сербских четников с немцами в период с декабря 1943 по февраль 1944 года
В отличие от четнического руководства в НГХ и Черногории, открыто и активно сотрудничавшего с силами «оси», четники в Сербии воздерживались до конца 1943 года от заключения каких-либо соглашений с немцами и местными коллаборационистами. Сам Михайлович считал, что у него достаточно сил, чтобы справиться со всё ещё слабым присутствием партизан, и поэтому не ставил себя под угрозу путём прямых переговоров с оккупантами. Однако к концу 1943 года ситуация стала меняться. Британское руководство отвернулось от ЮВуО и приступило к поддержке партизан. Примерно в то же время специальный уполномоченный Министерства иностранных дел нацистской Германии на Юго-Востоке Европы Герман Нойбахер начал проводить новую политику объединения всех антикоммунистических сил под германской опекой. В условиях растущей «красной опасности», а также хронической нехватки боеприпасов, Михайлович решил «найти контакт» с оккупационными силами в Сербии. Результатом явилось заключение в ноябре и декабре 1943 года ряда ограниченных по времени соглашений о ненападении и сотрудничестве между немцами и высшими командирами Михайловича по всей Сербии. По заключению историка Гая Трифковича, «особенно важными были сделки, заключённые с группами четников в Западной и Юго-западной Сербии, а также в Санджаке, поскольку последний теперь мог использоваться для укрепления наиболее уязвимой части сербской границы».

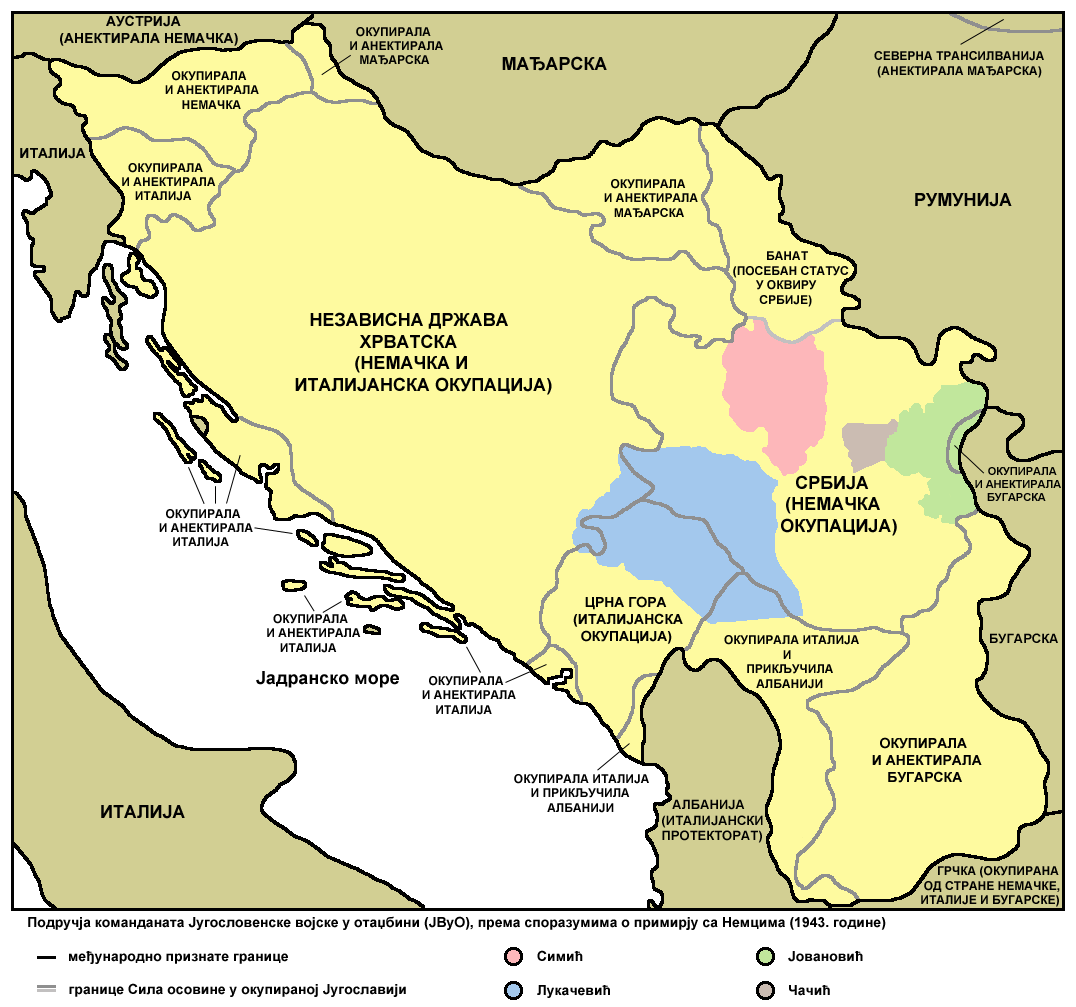
Зоны расположения частей региональных командований ЮВуО согласно соглашениям о перемирии с немцами, 1943 год

И немцы и четники подходили к договоренностям с крайней осторожностью. В секретном циркуляре от 21 ноября 1943 года главнокомандующий вермахта на Юго-Востоке генерал-фельдмаршал Максимилиан Вейхс указывал на их временный характер и необходимость совместного ведение борьбы против коммунизма. В документе напоминалось, что «действовавшее до недавнего времени запрещение на сотрудничество с четническими отрядами было основано на твердой ориентации главного четнического командира Михаиловича безусловно вести борьбу против Германии и её союзников, от чего он не отрёкся и до сих пор», а «выраженная с недавних пор лояльность отдельных четнических отрядов не должна обобщаться, так как и сегодня некоторые четнические банды осуществляют нападения и саботаж». В начале 1944 года была предпринята попытка развить достигнутые соглашения посредством заключения рамочного договора между инспектором четнических отрядов полковником Евремом Симичем и главнокомандованием вермахта на Юго-Востоке. Однако этому помешала осторожность немецкой стороны. Как пишет осторик Алексей Тимофеев, там придерживались старой тактики — «сначала разбить партизан, используя четников, а затем истребить и самих четников, как это произошло в ходе восстания осени 1941 года в Сербии или в ходе операций „Вайс“ и „Шварц“ в Герцеговине».. После того, как в результате операций вермахта зимой 1943/1944 года угроза прорыва частей НОАЮ в Сербию была временно устранена, немцы решили не подписывать соглашения с ведущими руководителями ЮВуО и нанести удар по четникам. С 17 февраля до 4 марта 1944 года была проведена операция частей вермахта и СС под условным названием «Трайбягд» (нем. Treibjagd), в ходе которой четникам нанесли значительные потери: 81 человек был убит, взято в плен 931 «подозрительных лиц», захвачены 10 пистолетов-пулемётов, 261 винтовка, 28 бомб, 7 продовольственных складов, 5 архивов и 1 типография. В начале февраля силами батальона дивизии «Бранденбург» провели рейд против Раваницкой бригады. Весной 1944 года происходили столкновения оккупационных и квислинговских войск с местными отрядами ЮВуО. Согласно Тимофееву, с 16 марта по 15 апреля 1944 года немцы убили 182 четника и взяли в плен 127 человек. В мартовской операции против подполья ЮВуО в Белграде было арестовано три командира корпусов (мобилизационных), два командира бригад (мобилизационных), около 10 офицеров Михайловича и нанесён другой урон равногорскому движению. К началу марта 1944 года казалось, что политика Нойбахера по тактическому сотрудничеству с организацией Михайловича провалилась. Немцы нападали на четников, а те переключили свое внимание на своих врагов внутри администрации Недича, особенно на движение «Збор». Участились также случаи четнических рейдов по захвату снаряжения и боеприпасов.

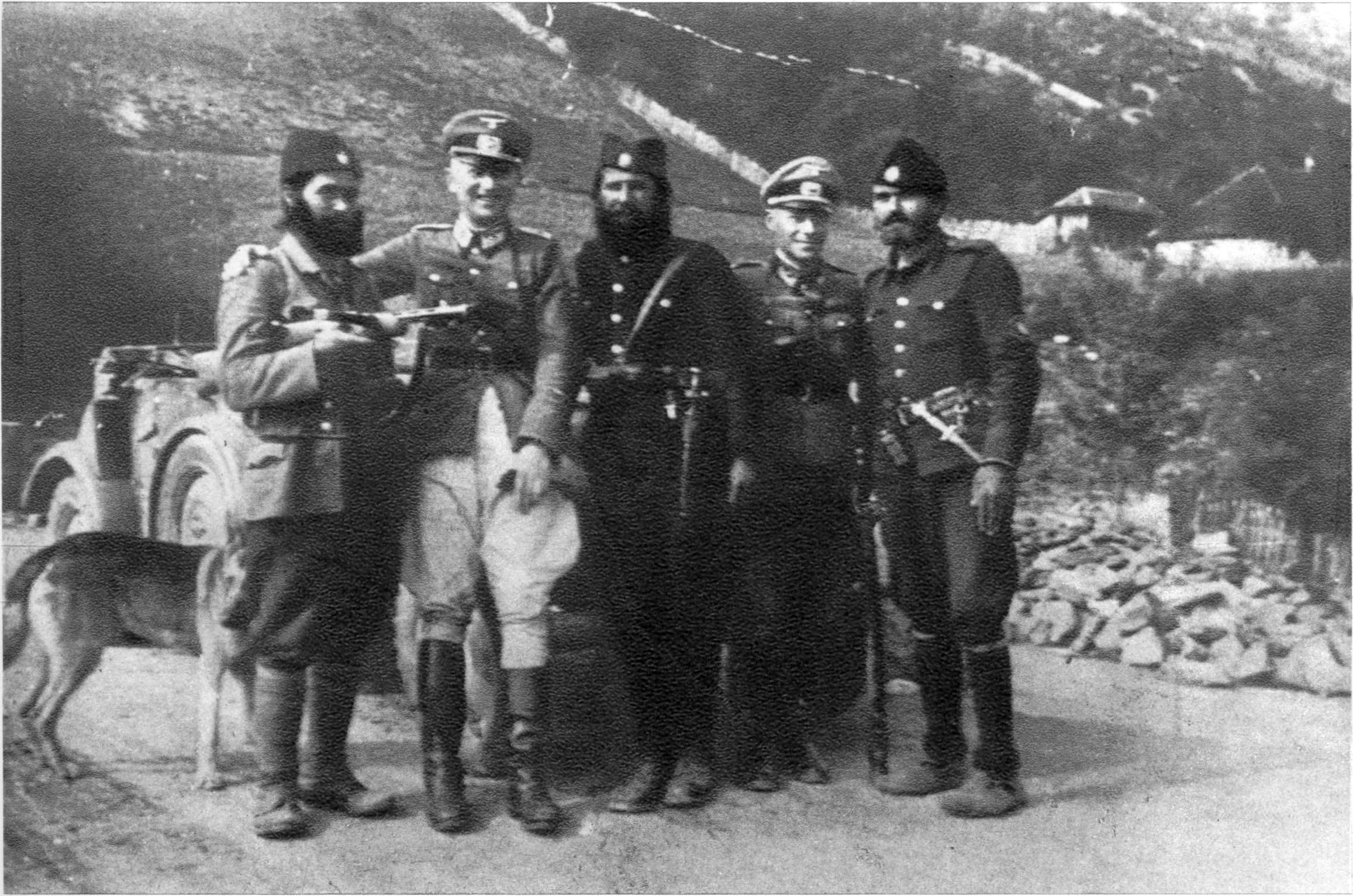
Четники с немецкими офицерами

Однако, по заключению Гая Трифковича, «когда партизаны снова появились на границе, прошлые грехи были забыты, а разногласия отброшены в сторону: предстоящая битва стала первым крупным применением четников в антипартизанских операциях в Сербии».

### Сотрудничество ЮВуО и вермахта во время первого прорыва дивизий НОАЮ в Сербию
В первой половине марта 1944 года оперативная ударная группа НОАЮ, состоявшая из усиленных 2-й Пролетарской и 5-й Краинской дивизий (всего шесть бригад) предприняла операцию по прорыву в Сербию с целью создания на юге страны опорной базы для запланированного Верховным штабом НОАЮ последующего прорыва сюда ещё более крупной партизанской группировки из Боснии и Санджака. Тито подчёркивал стратегическую важность Сербии для Югославии и стремился добить четников, устранив тем самым главный аргумент реакционных клик за рубежом, утверждающих, что там «заправляет Дража».

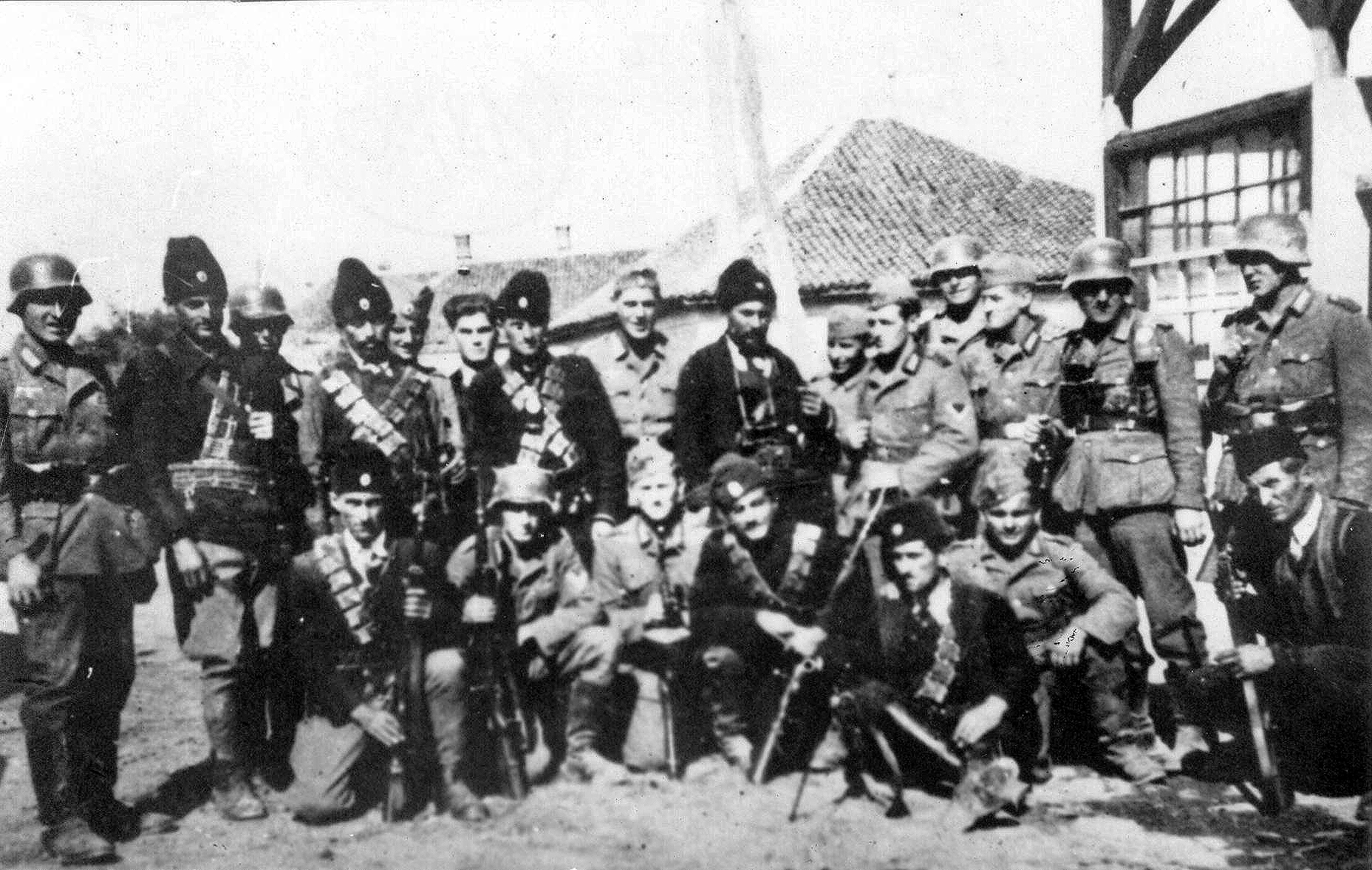
Четники и немецкие солдаты

Немецкая операция «Камер-егерь» (12 марта — 20 мая 1944 года), направленная против прорвавшихся партизанских дивизий, стала первым серьёзным сближением германских войск на Юго-Востоке и сербских четников. Согласно Трифковичу, ЮВуО ввела в бой большую часть своих сил и понесла самые большие потери среди всех формирований, сражавшихся на стороне «оси». Формально Михайлович утверждал, что никакого сотрудничества не было и что ЮВуО на время кампании просто приняло на себя политику вооружённого нейтралитета по отношению к немцам и Сербскому добровольческому корпусу (СДК). В действительности это означало, что четнические командиры были свободны выбирать, сражаться ли против партизан в прямом или косвенном сотрудничестве с оккупационные силами. Те, кто выбирал последнее, часто просили материальную помощь у местных сербских квислинговских властей (в значительной степени симпатизировавших Михайловичу) в надежде обойти приказ командующего силами вермахта в Сербии генерала Фельбера. Однако поддерживать какую-либо полную «независимость» четникам было трудно, поскольку основные источники боеприпасов в стране были у немецких войск. Как следствие, к середине мая 1944 года даже те четнические командиры, которые до тех пор находились в «резерве», обратились за помощью к оккупационным силам. Подразделения ЮВуО, выбравшие прямое сотрудничество, перешли под немецкое командование, которое осуществляли либо войсковые офицеры, командовавшие боевыми группами, либо военно-административные командования, где не было оперативных подразделений. В зависимости от обстоятельств четники выполняли самые разные задачи: от оперативной разведки до оказания непосредственной пехотной поддержки немецким танкам. Взамен они получали материально-техническую помощь. Немцы опасались накопления боеприпасов четниками, поэтому строго контролировали осуществляемые поставки и требовали информацию о количестве и типах задействованного оружия. Боеприпасы раздавались в небольших количествах для чётко определённой цели. Со своей стороны, четники часто откладывали начало боевых действий до тех пор, пока им не удавалось получить дополнительные патроны от немцев. По заключению Гая Трифковича, хотя четники были вооружены в основном винтовками и имели ограниченное количество автоматического оружия, они заполнили важную пустоту в системе немецкой обороны, предоставив большие по численности силы, способные, по крайней мере теоретически, бороться с партизанами.

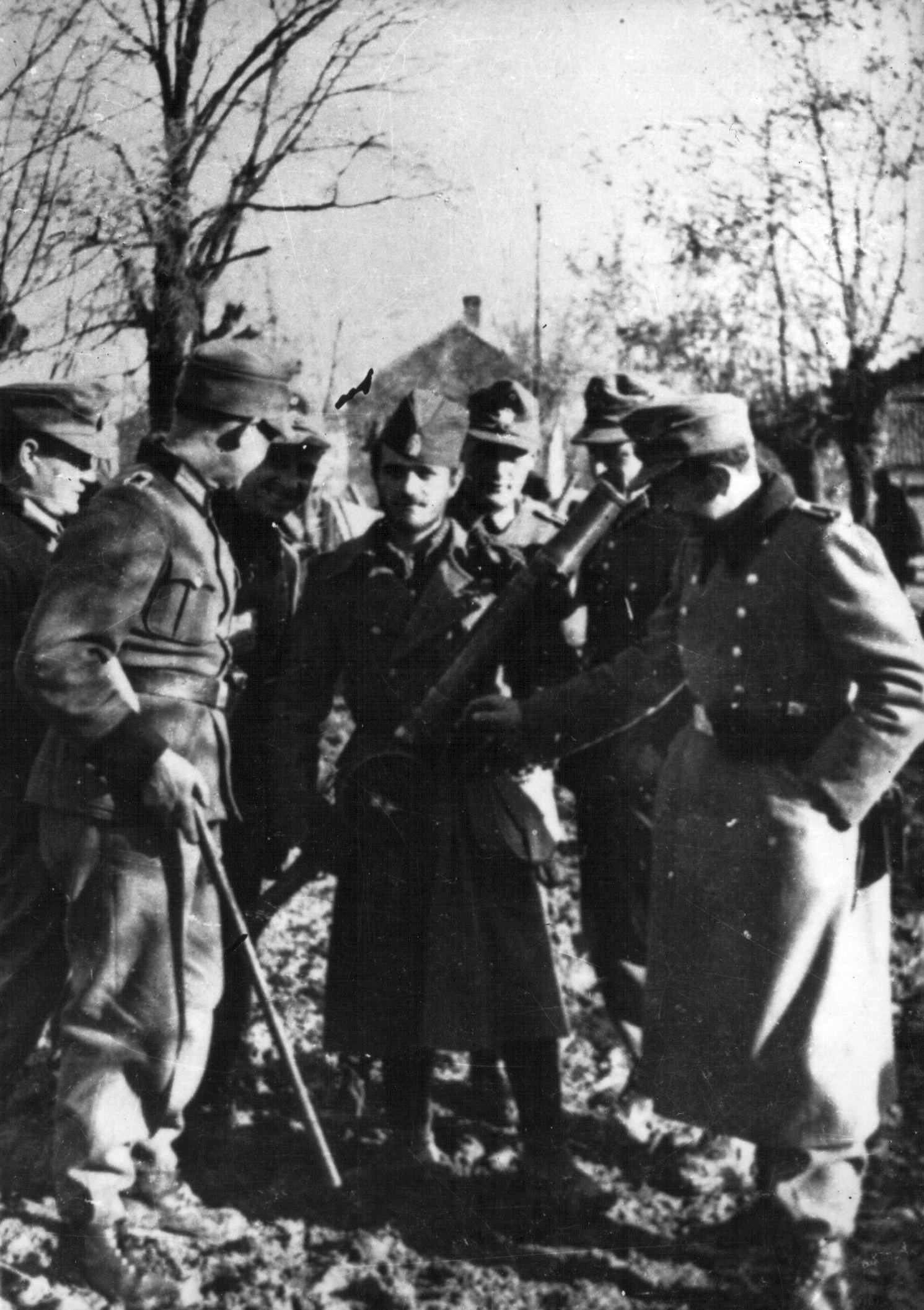
Немцы передают четникам миномёт

Результатом совместных действий немецких войск и частей ЮВуО стал явный провал первого прорыва НОАЮ в Сербию. То, что он не закончился полной катастрофой, произошло только благодаря настойчивости и боевым навыкам ветеранов оперативной группы.
Учитывая преимущества сотрудничества с четниками, немцы первоначально терпели инциденты, по крайней мере, в тех районах, где партизаны представляли непосредственную угрозу. Однако, в мае 1944 года всё вернулось к положению, сложившемуся три месяца назад до прорыва дивизий НОАЮ. Снова увеличилось количества четнических засад и рейдов для пополнения припасами. Это вынудило генерала Фельбера прекратить всякую поддержку четников, «даже тех, кто сражался против коммунистов». Вместе с тем попытки старших четнических командиров возложить ответственность за большинство инцидентов на недисциплинированных подчинённых, свидетельствовало о желании ЮВуО продолжать согласованные с оккупационными властями операции против партизан. Конкретные шаги в этом направлении были предприняты в регионах, наиболее подверженных опасности со стороны НОАЮ. К 23 мая четники согласились укомплектовать «передовую зону обороны» перед болгарскими гарнизонами на юго-западной границе Сербии. Тремя днями ранее, в противоположной части страны, в Нише, местные представители Михайловича «в принципе» согласились принять участие в предстоящих операциях в Южной Сербии.

### ЮВуО в последних немецких антипартизанских операциях
Тем временем взаимодействие ЮВуО с силами вермахта в Сербии продолжалось. В операции «Трумпф» (10—13 июля 1944 года) была достигнута самая большая концентрация четников: от 10 000 до 14 000 человек из состава 4-й группы ударных корпусов ЮВуО. Это сотрудничество стало следствием потребности Фельбера в большем количестве людей и стремления Михайловича усилить свои находящиеся в тяжёлом положении подразделения в Южной Сербии. В результате 4-я группа корпусов получила 26 июня приказ передвинуться на восток. Как пишет Гай Трифкович, это решение было принято «частично под влиянием Германии» через офицера связи Фельбера майора Эриха Вейеля (нем. Erich Weyel), прикомандированного к штабу четнических подразделений. В свою очередь, немцы согласились обеспечить достаточное количество боеприпасов и лечить раненых четников в своих госпиталях. За этим последовало участие четников в операции «оси» под условным названием «Кераус», проводимой против опорного района партизан, расположенного между реками Топлица и Ябланица, а также в операции «Рюбецаль». Вместе с тем немцам и четникам не удалось блокировать продвижение частей НОАЮ в Сербию. К концу августа 6-я Ликская дивизия сосредоточилась для прорыва на реке Лим, а 12-й Воеводинский корпус (16-я и 36-я Воеводинские дивизии) — на Дрине, к югу от Вишеграда.

### Предложение Недича — Михайловича о мобилизации сербского населения против «большевистского вторжения»
Усиление сил НОАЮ в Сербии и на её границах в июле — августе 1944 года вызвало новую попытку достичь всеобщего соглашения между всеми антикоммунистическими силами в стране под эгидой Германии. 17 августа 1944 года во время разговора в Белграде с Фельбером и Нойбахером генерал Милан Недич предложил «мобилизовать сербское население против большевистского вторжения», добавив, что эта инициатива одобрена Верховным главнокомандующим ЮВуО. Предложение Недича согласовывалось с инициативой командира 4-й группы ударных корпусов Драгослава Рачича, его начштаба капитана Нешко Недича и командира корпуса горной гвардии капитана Николы Калабича, выдвинутой ими на встрече с немцами в городе Топола 11 августа, а также самого Михайловича, доведенной до немцев через посредников. Так как немецкие инстанции на Балканах не имели полномочий принимать решение такого масштаба, в течение следующих нескольких дней Нойбахер, фон Вейхс и Фельбер подробно обсудили этот вопрос в рамках подготовки к встрече с Гитлером, запланированной на 22 августа 1944 года. Все трое согласились, что предложение Недича — Михайловича следует принять. В результате был подготовлен меморандум, в котором перечислялись многочисленные плюсы, явно перевешивающие минусы такой сделки. Согласно их аргументам, «в свете численной слабости немцев в Сербии без союза с четниками на поле боя нельзя было обойтись „ни при каких условиях“». Более того, они опасались, что любой возможный отказ от этого последнего предложения деморализует националистов или даже подтолкнёт их к открытой конфронтации с оккупационными властями. Лучшим способом избежать кризиса было «привести четников в боевой контакт с красными в как можно большем количестве мест».
Вместе с тем Гитлер — «неисправимый сербофоб» — отклонил это предложение, заявив, что даже «ограниченная коммунистическая опасность» предпочтительнее великосербских тенденций. Гитлер разрешил только местное тактическое сотрудничество с четниками. В условиях ограниченных материальных ресурсов главнокомандования на Юго-Востоке и его неспособности полностью удовлетворить просьбу ЮВуО (даже если бы они это захотели), группа армий «Ф» могла выделить только 5000 винтовок, 40 пулемётов и 35 преимущественно лёгких миномётов из захваченных ранее итальянских запасов. Не лучше обстояло и с боеприпасами, так у Фельбера под рукой было всего около полумиллиона патронов соответствующего типа. Чтобы не вызывать раздражения у четников, немцы решили в знак доброй воли немедленно доставить определённое количество припасов. В то же время они запросили дополнительные поставки из Германии. Чтобы усилить политические позиции Недича, было решено распределять оружие и боеприпасы через его аппарат. При этом, ввиду недостаточной уверенности немцев в искренности предложений Михайловича, был разработан план использования имевшегося оружия для формирования трёх обученных полков, состоящих из четников 4-й группы ударных корпусов Драгослава Рачича и Расинско-Топлицкой (Копаониской) группы корпусов Драгутина Кесеровича. Вопросы снабжения относли к компетенции генерала Недича, но конкретные военно-оперативные вопросы надлежало обсуждать непосредственно с четниками. 20 августа 1944 года начальник штаба Фельбера провёл предварительные переговоры по этому поводу со своим коллегой из 4-й группы ударных корпусов ЮВуО капитаном Нешко Недичем. Тот воспользовался возможностью ещё раз повторить просьбу о постоянном притоке боеприпасов и более тяжёлого вооружения. В обмен четники обязались предоставлять подходящий персонал, продовольствие (одновременно обеспечивая выполнение требований Германии) и даже материалы для производства необходимой одежды и обуви. Нешко Недич заверил немецкую сторону, что тактическое командование всегда будет в их руках «независимо от того, участвует ли премьер-министр Недич в формировании полков или нет». Однако этот план не был реализован, как допускает Трифкович, вероятно, как из-за противодействия Гитлера, так и из-за нехватки времени. Поставка оружия и боеприпасов, напротив, должна была идти по плану, так как к концу августа немецкие офицеры связи доложили, что четники становятся беспокойными, и пригрозили обратиться за помощью из «других источников», если немцы не выполнят своих обещаний. 30 августа 1944 года группа армий «Ф» передала в распоряжение Фельбера 5000 винтовок, предназначенных для четников.
К этому времени Румыния провозгласила 26 августа 1944 года о выходе из войны. Немецкое командование знало, что за ней последует Болгария. Понимая возросшую угрозу наступления советских войск, Фельбер немедленно остановил антипартизанскую операцию «Рюбецаль», а единственные части, способные сдерживать концентрацию войск НОАЮ вдоль речных преград на западных и южных границах Сербии — 1-ю горнопехотную дивизию и 7-ю дивизию СС — направил в Восточную Сербию. Образовавшуюся опасную прореху в немецкой обороне Сербии на западе и юге могла заполнить только ЮВуО, численность которой в Сербии оценивалась немцами как минимум в 25 тысяч человек. По их оценкам, хотя четники были плохо обучены и оснащены, «они хорошо сражались и понесли значительные потери». Как отмечает Гай Трифкович, что ещё более важно, их антикоммунистические взгляды «не подлежали сомнению».
Несмотря на вышеизложенное, реализации плана помощи ЮВуО со стороны вермахта помешала объявленная Михайловичем 1 сентября 1944 года всеобщая мобилизация и долгожданное восстание против немцев, за которой последовала массовая кампания против «всех врагов». Предвидя негативные последствия такого шага, в тот же день Верховное командование ЮВуО проинформировало все части, что «всеобщая акция» против немцев отменена, поскольку «изменились обстоятельства». 2 сентября приказу о мобилизации придали явный антикоммунистический характер поручением Михайловича подготовиться к решительному наступлению против предполагаемого намерения партизан «разбить и уничтожить сербов» (оккупанты при этом вообще едва упоминались). Хотя немецкие официальные лица в Сербии понимали публичное заявление так, как оно было — жестом спасения лица, предназначенным для союзников — или описывали его просто как «комичное» (wiktionary:komisch), немецкое верховное командование не сочло его даже отдаленно забавным. Зная, что Гитлер с готовностью воспользуется этим инцидентом в качестве предлога для приказа разорвать все связи с Михайловичем, Нойбахер и фон Вейхс сделали всё возможное, чтобы убедить Берлин в том, что провозглашение от 1 сентября на самом деле было пропагандистской уловкой. Только после того, как два дня спустя Би-би-си сообщила об этом событии, группа армий «Ф» почувствовала себя вынужденной прекратить все поставки оружия четникам в ожидании дальнейших разъяснений. В течение следующих нескольких дней немцы с тревогой наблюдали за признаками всеобщего восстания, спровоцированного командующим ЮВуО. Однако, помимо растущего числа рейдов для снабжения и атак на гарнизоны «оси» в Северо-восточной Сербии (район, наиболее близкий к быстро приближающейся Красной Армии и в то же время почти лишенный партизанского присутствия), командование группы армий «Ф» отметило, что четники враждебного поведения по отношению к немцам по-прежнему не проявляли. 5 сентября 1944 года было решено сохранить запрет на поставки вооружения, но продолжить снабжение боеприпасами тех частей ЮВуО, которые находились в боевом контакте с партизанами.

### Комментарии
1. ↑  Квислинг/квислинги — термин (имя нарицательное), происходящий от имени норвежского политика В. А. Квислинга, синоним коллаборациониста, обозначающий лиц, сотрудничавших с немецкими и итальянскими оккупационными войсками во Второй мировой войне. Как правило, член правительства страны, сотрудничающей с оккупационной державой. Известными квислингами были: маршал Ф. Петен, Й. Антонеску, Йозеф Тисо, П. Лаваль, А. Павелич, М. Недич, Л. Рупник и др.[1].
2. ↑  Согласно Гаю Трифковичу, «Недич потребовал немедленной поставки не менее 50 тысяч винтовок с боекомплектом в 3 миллиона патронов, 120 горных орудий, 1200 минометов и 7200 пулеметов. В обмен на это оружие немцы не только получили бы готовую армию, способную победить партизан, но и получили бы все возможные гарантии (в том числе и видных заложников), чтобы это оружие никогда не было обращено против них, даже в случае вторжения союзников. По мнению Недича, единственным мотивом националистов был страх перед коммунизмом и способность постоять за себя в случае, если немцы уйдут из страны»[21].